# Burseryds landskommun
Burseryds landskommun var en tidigare kommun i Jönköpings län.

## Administrativ historik
När 1862 års kommunalförordningar trädde i kraft den 1 januari 1863 inrättades i Sverige cirka 2 400 landskommuner samt 89 städer och 8 köpingar. Då inrättades i Burseryds socken i Västbo härad i Småland denna landskommun.
Den 1 januari 1909 (enligt beslut den 21 augusti 1908) överfördes till Burseryds landskommun Kruvebo by, omfattande 1 mantal Kruvebo nr:1 Norra och ½ mantal Kruvebo nr:2 Södra, från Villstads landskommun.
Vid kommunreformen 1952 bildade den storkommun genom sammanläggning med de tidigare landskommunerna Gryteryd, Sandvik och Södra Hestra.
1974 upplöstes Burseryds kommun och området fördes till Gislaveds kommun.
Kommunkoden 1952–73 var 0620.

### Kyrklig tillhörighet
Kommunen tillhörde Burseryds församling. 1952 tillkom församlingarna Gryteryd, Sandvik och Södra Hestra.

## Geografi
Burseryds landskommun omfattade den 1 januari 1952 en areal av 257,48 km², varav 235,40 km² land. Efter nymätningar och arealberäkningar färdiga den 1 januari 1957 omfattade landskommunen den 1 november 1960 en areal av 258,17 km², varav 236,13 km² land.

### Tätorter i kommunen 1960
| Tätort   | Folkmängd |
| -------- | --------- |
| Burseryd | 661       |
| Broaryd  | 244       |

Tätortsgraden i kommunen var den 1 november 1960 30,3 procent.

## Politik

### Mandatfördelning i valen 1938–1970
| 3 | 2 | 7 | 3 |

| 14 |

| 3 | 1 | 9 | 2 |

| 14 |

| 2 | 9 | 4 |

| 15 |

| 8 | 9 | 6 | 6 | 6 |

| 34 |

| 8 | 14 | 6 | 7 |

| 33 |

| 7 | 16 | 5 | 7 |

| 34 |

| 9 |  | 14 | 6 | 5 |

| 32 |

| 7 | 15 | 6 | 7 |

| 31 |

| 8 | 15 | 5 | 7 |

| 30 | 5 |